# Henry Taylor (autocoureur)
Henry Taylor (Shefford, Bedfordshire, 16 december 1932 – Vallauris, 24 oktober 2013) was een Brits autocoureur. Tussen 1959 en 1961 nam hij deel aan 11 Grands Prix Formule 1 voor de teams Cooper en Lotus en scoorde hierin 3 WK-punten.